# Chistoe, ozero (sjö i Antarktis, lat -70,38, long 68,85)
Chistoe, ozero är en sjö i Antarktis. Den ligger i Östantarktis. Australien gör anspråk på området. Chistoe, ozero ligger 100 meter över havet. Arean är 1,2 kvadratkilometer. Den ligger vid sjön Melkoe. Den sträcker sig 3,7 kilometer i nord-sydlig riktning, och 8,8 kilometer i öst-västlig riktning.
I övrigt finns följande vid Chistoe, ozero:
- Else Platform (en platå)
- Melkoe (en sjö)